# Heike Grieser
Heike Grieser (* 1965 in Halden, Norwegen) ist eine deutsche römisch-katholische Theologin und Universitätsprofessorin für Kirchengeschichte des Altertums und Patrologie an der Katholisch-Theologischen Fakultät der Johannes Gutenberg-Universität Mainz (JGU).

## Wissenschaftlicher und beruflicher Werdegang
Ihr Studium der Fächer Katholische Theologie, Geschichte und Germanistik schloss sie 1990 in Mainz mit dem ersten Staatsexamen für das Lehramt an Gymnasien ab; im Anschluss erwarb sie das Diplom im Fach Katholische Theologie.
Von 1991 bis 1997 war sie Wissenschaftliche Mitarbeiterin am Seminar für Kirchengeschichte, Abteilung Altertum und Patrologie (Prae Doc) der JGU. Die Promotion erfolgte 1996 mit einer Studie zum Thema „Sklaverei im spätantiken und frühmittelalterlichen Gallien (5.–7. Jh.). Das Zeugnis der christlichen Quellen“. Als wissenschaftliche Assistentin (Post Doc) von 1997 bis 2005 erhielt sie 2003 den Lehrpreis des Senats der JGU für exzellente Leistungen in der Lehre. 2004 habilitierte sie sich im Fach Alte Kirchengeschichte, Patrologie und Christliche Archäologie; die Habilitationsschrift befasste sich mit „Olympias von Konstantinopel und ihre biographischen Zeugen“. Im Wintersemester 2004/2005 vertrat Heike Grieser die Professur für Historische Theologie an der Universität Siegen; von 2006 bis 2007 leitete sie das DFG-geförderte Forschungsprojekt „Das christliche Grabrecht im lateinischen Westen (2.–8. Jahrhundert)“. Zudem übernahm sie im Wintersemester 2006/2007 die Lehrstuhlvertretung der Professur für Mittlere und Neuere Kirchengeschichte an der Universität Tübingen. Als Universitätsprofessorin lehrte sie an der Universität des Saarlandes vom Sommersemester 2007 bis zum Sommersemester 2010 Kirchen- und Theologiegeschichte; dort hatte sie ab dem Wintersemester 2008/2009 auch die Geschäftsführung der Fachrichtung Katholische Theologie inne.
Seit dem Wintersemester 2010/2011 ist Heike Grieser Universitätsprofessorin für Kirchengeschichte des Altertums und Patrologie an der JGU. Das Prodekanat der Katholisch-Theologischen Fakultät übernahm sie 2018, seit 2021 ist sie Fakultätsdekanin, seit Mai 2023 Dekanin des Fachbereichs Katholische Theologie und Evangelische Theologie.
Von 2011 bis 2015 leitete sie in Mainz das DFG-geförderte Forschungsprojekt „Theologie und Sklaverei von der Antike bis zur Frühen Neuzeit“, gemeinsam mit Prof. Dr. Nicole Priesching (Paderborn). Seit Oktober 2018 ist sie stellvertretende Sprecherin des interdisziplinären Graduiertenkollegs 2304 „Byzanz und die euromediterranen Kriegskulturen. Austausch, Abgrenzung und Rezeption“, seit 2020 stellvertretende Direktorin der Gutenberg Graduate School of the Humanities and Social Sciences (GSHS). Sie engagiert sich u. a. als Mitglied des Redaktionskreises „Welt und Umwelt der Bibel“ sowie als Mitherausgeberin der „Zeitschrift für Kirchengeschichte“.

## Forschungsschwerpunkte
Heike Griesers Forschungsschwerpunkte liegen auf der Sozial- und Rechtsgeschichte (v. a. Theologie und Sklaverei; Krieg und Kriegskulturen; Frühchristliche Caritas). Dazu beschäftigt sie sich mit kulturwissenschaftlichen Themen (v. a. Tod, Bestattung und Jenseitsvorstellungen; Anfänge des Christentums in Deutschland; Christentum im Umfeld der [paganen] Religionen; christlicher Volksglaube), hagiographischen Fragen (v. a. Frühchristliche Heilige; Rezeptions- und Wirkungsgeschichte), der Historischen Frauenforschung (v. a. konkrete Frauengestalten; Funktionen und Rollen von Frauen in christlichen Gemeinschaften; Familie) sowie Herrschaft und Herrschergestalten.

## Neuere Veröffentlichungen und Herausgeberschaften (in Auswahl)
(Quelle: )
- Gefangenenloskauf im Mittelmeerraum. Ein interreligiöser Vergleich, hg. v. H. Grieser, N. Priesching. Hildesheim u. a. 2015 = Sklaverei – Knechtschaft – Zwangsarbeit 13
- Hören auf das Gottesvolk? Bemerkungen aus kirchenhistorischer Perspektive zu einer Herausforderung seit frühchristlicher Zeit = Der Spürsinn des Gottesvolkes. Eine Diskussion mit der Internationalen Theologischen Kommission, hg. v. T. Söding. Freiburg u. a. 2016 = Quaestiones Disputatae 281, 159/89
- Le origini del cristianesimo in Germania = Storia religiosa della Germania 1, hg. v. L. Vaccaro. Mailand 2016 = Europa ricerche 19, 13/46.
- Theologie und Sklaverei von der Antike bis in die frühe Neuzeit, hg. v. N. Priesching, H. Grieser. Hildesheim u. a. 2016 = Sklaverei – Knechtschaft – Zwangsarbeit 14
- Was ist „πορνεία“? Frühchristliche Positionen zu sexuellen Beziehungen zwischen Freien und ihren Sklavinnen = Sexualität und Sklaverei, hg. v. I. Fischer, D. Feichtinger. Münster 2018 = Alter Orient und Altes Testament 456, 83/106
- Der Herrscher als Versager?! Vergleichende Perspektiven auf vormoderne Herrschaftsformen, hg. v. H. Grieser, H. Frielinghaus u. a. Göttingen 2019 = Kraftprobe Herrschaft 1
- „Alte Kirchengeschichte“ im Gespräch. Erträge und Herausforderungen gegenwärtiger Geschichtsforschung in der Katholischen Theologie = Theologische Quartalschrift 200 (2020) 88/109; Gemeinsame Beobachtungen, zus. mit Peter Gemeinhardt = ebd. 135/7.
- Dominant, verführend, ewig schuld. Frauen im Umfeld des Herrschers, hg. v. L. Körntgen, H. Grieser u. a. Göttingen 2022 = Kraftprobe Herrschaft 2.